# Hypenetes turneri
Hypenetes turneri là một loài ruồi trong họ Asilidae. Hypenetes turneri được Londt miêu tả năm 1985. Loài này phân bố ở vùng nhiệt đới châu Phi.